# 瑟兰河畔利勒
瑟蘭河畔利勒（法語：L'Isle-sur-Serein，法語發音：[lil syʁ səʁɛ̃]）是法国勃艮第-弗朗什-孔泰大区约讷省的一个市镇，位于该省东南部，属于阿瓦隆区。

## 地理
瑟兰河畔利勒（47°35'16"N, 4°0'16"E）面积4.44 平方千米，位于法国勃艮第-弗朗什-孔泰大區约讷省，该省份为法国中北部内陆省份，西接卢瓦雷省，西北接塞纳-马恩省，南至涅夫勒省，东临科多尔省，东北与奥布省接壤。
与瑟兰河畔利勒接壤的市镇（或旧市镇、城区）包括：马桑吉、昂日利、布拉西、迪桑吉。

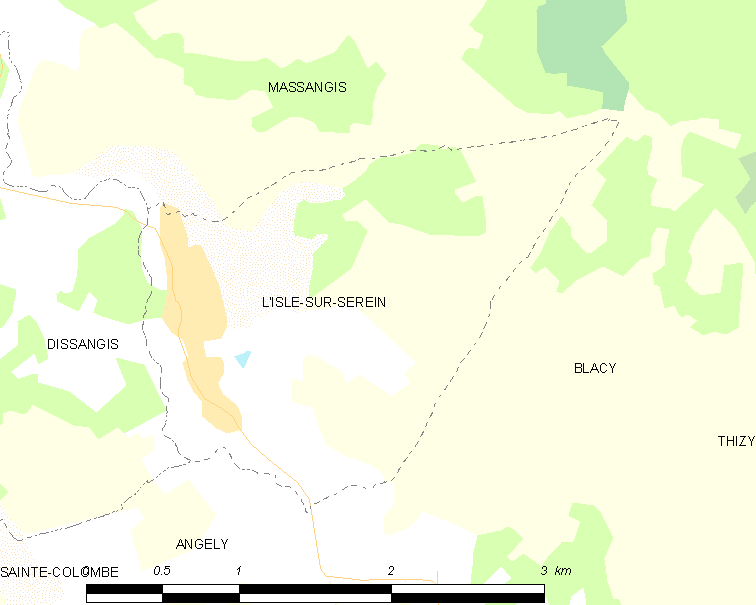
瑟兰河畔利勒的OSM定位图

瑟兰河畔利勒的时区为UTC+01:00、UTC+02:00（夏令时）。

## 行政
瑟兰河畔利勒的邮政编码为89440，INSEE市镇编码为89204。

## 政治
瑟兰河畔利勒所属的省级选区为沙布利县。

## 人口

1962-2008年间瑟兰河畔利勒人口变化图示

瑟兰河畔利勒于2022年1月1日时的人口数量为664人。